# Ammoniumfluorid
Ammoniumfluorid ist das Ammoniumsalz des Fluorwasserstoffs.

## Eigenschaften
Ammoniumfluorid bildet farblose, leicht zerfließende, in Wasser leicht lösliche Kristalle und ist giftig.
Die Substanz ist in der Lage Glas anzugreifen und sollte deshalb bevorzugt in Gefäßen aus Polyethylen (PE), Polyvinylchlorid (PVC) oder in mit Paraffin überzogenen Glasflaschen aufbewahrt werden.

### Reaktionen
Beim Erhitzen zerfällt es in Ammoniak und Fluorwasserstoff:
{\displaystyle \mathrm {NH_{4}F(s)\longrightarrow NH_{3}(g)+HF(g)} }

## Synthese
Die Darstellung von Ammoniumfluorid erfolgt durch Neutralisation von wässriger Ammoniaklösung mit Flusssäure und anschließender Kristallisation aus Wasser.
{\displaystyle \mathrm {NH_{3}(aq)+HF(aq)\longrightarrow NH_{4}F(aq)} }
Ein anderer Syntheseweg ist das Erhitzen von Ammoniumchlorid mit Natriumfluorid, wobei das Produkt absublimiert:
{\displaystyle \mathrm {NH_{4}Cl+NaF\longrightarrow NH_{4}F+NaCl} }

## Verwendung
Ammoniumfluorid dient zum Glasätzen und wird in der Analyse wie Flusssäure zum Aufschließen von Silikaten eingesetzt.

## Vorsichtsmaßnahmen
Ammoniumfluorid ist giftig. Berühren mit Haut und Augen vermeiden. Bei Kontakt mit starken Säuren wird Fluorwasserstoff freigesetzt. Dieser ist außerordentlich giftig und stark ätzend.

## Entsorgung
Gelöstes Fluorid als Calciumfluorid ausfällen.